# 1,4-butanodiol
El 1,4 Butanodiol es un dialcohol o diol de cuatro carbonos con fórmula molecular C4H10O2. Su fórmula semidesarrollada es HO-CH2-CH2-CH2-CH2-OH. A temperatura ambiente es un líquido incoloro y viscoso. Es uno de los cuatro isómeros del butanodiol. Es utilizado como reactivo para la síntesis de diversos poliuretanos.
Es un líquido viscoso incoloro sintetizado por primera vez en 1890 mediante hidrólisis ácida de N,N'-dinitro-1,4-butanodiamina por el químico holandés Pieter Johannes Dekkers, quien lo llamó "tetrametilenglicol".  

## Síntesis

Conversión de butano en butanodiol o butirolactona mediante oxidación a anhídrido maleico seguida de hidrogenación sobre cromita de cobre.

En una síntesis química industrial, el  acetileno reacciona con dos equivalentes de formaldehído para formar butino-1,4-diol. La hidrogenación del butino-1,4-diol produce butano-1,4-diol.  También se elabora a escala industrial a partir de anhídrido maleico mediante el proceso Davy, que primero se convierte en el éster de maleato de metilo y luego se hidrogena. Otras rutas son el butadieno, el acetato de alilo y el ácido succínico.
Se ha comercializado una ruta biológica para la BD que utiliza un organismo modificado genéticamente.  La biosíntesis se realiza a través del 4-hidroxibutirato.

## Uso industrial
El 1,4-butanodiol se utiliza industrialmente como disolvente y en la fabricación de algunos tipos de plásticos, fibras elásticas y poliuretanos. En química orgánica, el 1,4-butanodiol se utiliza para la síntesis de γ-butirolactona (GBL). En presencia de ácido fosfórico y alta temperatura, se deshidrata al importante disolvente tetrahidrofurano.  A los 200 aproximadamente °C en presencia de catalizadores solubles de rutenio, el diol sufre deshidrogenación para formar butirolactona.  Se utiliza para sintetizar éter diglicidílico de 1,4-butanodiol que luego se utiliza como diluyente reactivo para resinas epoxi. 
El 1,4-butanodiol se utiliza en la producción de plástico de tereftalato de polibutileno (PBT). 
Se estima que la producción mundial de 1,4-butanodiol es de alrededor de un millón de toneladas métricas por año y que el precio de mercado es de unos 2.000 US$ (1.600 euros) por tonelada (2005). En 2013, se afirmó que la producción mundial fue de miles de millones de libras (lo que equivale aproximadamente a un millón de toneladas métricas). 
Casi la mitad se deshidrata a tetrahidrofurano para fabricar fibras como el spandex.  El mayor productor es BASF. 

## Uso como droga recreativa

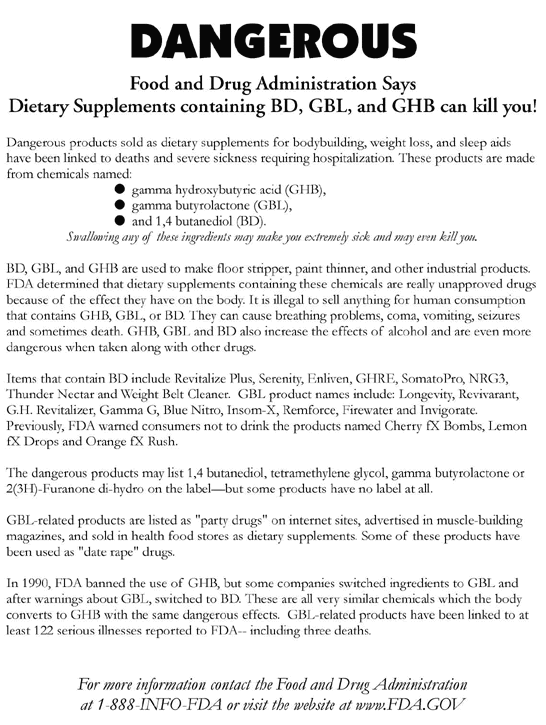
Advertencia de la FDA contra productos que contienen GHB y sus profármacos, como el 1,4-butanodiol.

El 1,4-butanodiol también se utiliza como droga recreativa y algunos usuarios la conocen como "Bute",  "One Comma Four", "Liquid Fantasy", "One Four Bee" o "One Four BDO".
Algunos tribunales federales de Estados Unidos han declarado que el 1,4-butanodiol ejerce efectos similares a los de su metabolito, el análogo del GABA, el gamma-hidroxibutirato (GHB), pero varios otros tribunales federales han dictaminado que no es así.
El 1,4-butenodiol (CAS 110-64-5) puede venderse incorrectamente como 1,4-butanodiol, pero no debe confundirse con él.

### Farmacocinética
El butano-1,4-diol se convierte rápidamente en ácido GHB por las enzimas alcohol deshidrogenasa y aldehído deshidrogenasa, y los diferentes niveles de estas enzimas pueden explicar las diferencias en los efectos y los efectos secundarios entre los usuarios.  Si bien la administración conjunta de etanol y GHB ya plantea riesgos graves, la administración conjunta de etanol con 1,4-butanodiol interactuará considerablemente y tiene muchos otros riesgos potenciales. Esto se debe a que las mismas enzimas que son responsables de metabolizar el alcohol también metabolizan el 1,4-butanodiol, por lo que existe una gran posibilidad de una interacción farmacológica peligrosa.   Los pacientes de salas de emergencia que sufren una sobredosis de etanol y 1,4-butanodiol a menudo presentan inicialmente síntomas de intoxicación alcohólica y, a medida que se metaboliza el etanol, el 1,4-butanodiol puede competir mejor por la enzima y se produce un segundo período de intoxicación a medida que el 1,4-butanodiol se convierte en GHB. 

Vía metabólica del butano-1,4-diol, γ-butirolactona y ácido γ-hidroxibutírico (GHB).

### Farmacodinamia
El 1,4-butanodiol parece tener dos tipos de acciones farmacológicas. Los principales efectos psicoactivos del 1,4-butanodiol se deben a que se metaboliza en GHB; sin embargo, hay un estudio que sugiere que el 1,4-butanodiol puede tener potenciales efectos farmacológicos similares al alcohol por sí solo.  El estudio llegó a esta conclusión basándose en el hallazgo de que el 1,4-butanodiol coadministrado con etanol condujo a la potenciación de algunos de los efectos conductuales del etanol. Sin embargo, la potenciación de los efectos del etanol puede deberse simplemente a la competencia por las enzimas alcohol deshidrogenasa y aldehído deshidrogenasa con la administración conjunta de 1,4-butanodiol. Por lo tanto, los pasos limitantes de la tasa metabólica compartida conducen a un metabolismo y una eliminación más lentos de ambos compuestos, incluido el acetaldehído, un metabolito tóxico conocido del etanol.
Otro estudio no encontró ningún efecto después de la inyección intracerebroventricular de butano-1,4-diol en ratas.  Esto contradice la hipótesis de que el butano-1,4-diol tiene efectos farmacológicos inherentes similares a los del alcohol.
Al igual que el ácido gamma-hidroxibutírico, el butano-1,4-diol sólo es seguro en pequeñas cantidades. Los efectos adversos en dosis más altas incluyen náuseas, vómitos, mareos, sedación, vértigo y potencialmente la muerte si se ingiere en grandes cantidades. Los efectos ansiolíticos disminuyen y los efectos secundarios aumentan cuando se usa en combinación con alcohol.

### Legalidad
Si bien el butano-1,4-diol no está actualmente regulado a nivel federal en los Estados Unidos,  varios estados han clasificado el 1,4-butanodiol como una sustancia controlada. Se ha procesado a personas por posesión de 1,4-butanodiol en virtud de la Ley Federal de Análogos por considerarlo sustancialmente similar al GHB.  En un caso federal de Nueva York celebrado en 2002 se dictaminó que el 1,4-butanodiol no podía considerarse un análogo del GHB según la ley federal,  pero esa decisión fue posteriormente revocada por el Segundo Circuito.  Un jurado del Tribunal Federal de Distrito de Chicago determinó que el 1,4-butanodiol no era un análogo del GHB según la ley federal, lo que no fue cuestionado en la apelación del caso ante el Tribunal de Apelaciones del Séptimo Circuito; sin embargo, este hallazgo no afectó el resultado del caso. En el Reino Unido, el 1,4-butanodiol fue catalogado en diciembre de 2009 (junto con otro precursor del GHB, la gamma-butirolactona) como sustancia controlada de clase C. En Alemania, la droga no es explícitamente ilegal, pero también podría considerarse ilegal si se utiliza como droga. Está controlado como precursor de la Lista VI en Canadá.

### Contaminación del juguete Bindeez en 2007
Un juguete llamado "Bindeez" ("Aqua Dots" en Norteamérica) fue retirado del mercado por el distribuidor en noviembre de 2007 debido a la presencia de 1,4-butanodiol. El juguete consta de pequeñas cuentas que se adhieren entre sí al rociarlas con agua. El butano-1,4-diol se detectó mediante cromatografía de gases-espectrometría de masas.  La planta de producción parece haber tenido la intención de reducir costos reemplazando el pentano-1,5-diol, menos tóxico, por el 1,4-butanodiol. ChemNet China indica que el precio del butano-1,4-diol oscila entre 1.350 y 2.800 dólares estadounidenses por tonelada métrica, mientras que el precio del 1,5-pentanodiol es de aproximadamente 9.700 dólares estadounidenses por tonelada métrica. 

### Envenenamiento en la Universidad Técnica de Darmstadt en 2021
En agosto de 2021, varias personas enfermaron gravemente después de consumir bebidas en el edificio L2.01 del campus Lichtwiese de la Universidad Técnica de Darmstadt, Alemania. Siete personas presentaron síntomas graves, dos fueron trasladadas a un hospital de Frankfurt am Main y una persona de 30 años se encontraba durante un tiempo en estado crítico. Se ha detectado butano-1,4-diol en envases de leche, así como en filtros de agua. En el lugar, los detectives también encontraron bromofenoles y diciclohexilamina. 